# Felix Habsbursko-Lotrinský
Felix Rakouský celým jménem Felix Friedrich August Maria vom Siege Franz Joseph Peter Karl Anton Robert Otto Pius Michael Benedikt Sebastian Ignatius Marcus d'Aviano von Habsburg-Lothringen, (* 31. května 1916, Schönbrunn, Vídeň – 6. září 2011, San Ángel, Mexiko) byl rakouský arcivévoda a syn posledního rakouského císaře Karla I. a jeho ženy císařovny Zity Parmské. Byl mladším bratrem korunního prince Otty, předchozího hlavního představitele Habsbursko-Lotrinského arcidomu.

## Mládí
Narodil se v roce 1916 ve Vídni. Dne 8. června 1916 byl v zámku Schönbrunn pokřtěn, za přítomnosti jeho pra-prastrýce, císaře Františka Josefa I. Na konci první světové války, v roce 1918 v době zániku Rakouska-Uherska musel s rodiči emigrovat do Švýcarska a v roce 1921 na portugalský ostrov Madeira, kde v roce 1922 jeho otec zemřel.

## Návrat do Rakouska
Na podzim roku 1937 mu bylo dovoleno vrátit se do Rakouska, kde se přihlásil na Tereziánskou vojenskou akademii ve Vídeňském Novém Městě a tím se stal prvním Habsburkem, který po zrušení monarchie vstoupil do rakouské armády. S blížícím se začátkem druhé světové války byl nucen spolu se svou sestrou arcivévodkyní Adelheid prchnout přes Československo ze země před rakouskými nacionalisty. Během války se spolu s bratrem Karlem Ludvíkem dobrovolně přihlásili ke službě v americkém 101. pěším praporu známém jako Free Austria Battalion.

## Život po válce
Na rozdíl od svého bratra Otty von Habsburga se odmítal vzdát práva na rakouský trůn a dědictví Habsburské rodiny. V důsledku toho mu byl zakázán vstup do Rakouska s výjimkou krátkého třídenního pobytu v roce 1989 za účelem účasti na pohřbu své matky Zity. Dne 10. března 1996, kdy po vstupu Rakouska do Evropské unie zanikly hraniční přechody mezi Rakouskem a ostatními zeměmi Evropské unie, vstoupil ilegálně do Rakouska z Německa a uspořádal tiskovou konferenci, aby na sebe upozornil. Následně byl varován rakouskou vládou, že bude čelit trestnímu stíhání, pokud se znovu pokusí vstoupit ilegálně do země. Nakonec se spolu s bratrem Karlem Ludvikem dohodli s rakouskou vládou. V dohodě deklarovali věrnost republice.
Vybudoval řadu úspěšných podniků ve městě Ciudad de México a v Bruselu. Pracoval jako marketingový konzultant. Během svého života v exilu žil v Portugalsku, Belgii, Mexiku a ve Spojených státech amerických. V závěru života žil v San Ángel nedaleko hlavního města Ciudad de México, kde 6. září 2011 zemřel. Byl pohřben v rodinné hrobce pod Loretánskou kaplí v klášteře Muri nedaleko Curychu. Klášter je oblíbeným pohřebištěm habsburské dynastie. Je zde také pohřbena jeho manželka a některé ostatky dalších členů Habsburku.

## Manželství a děti
Dne 18. listopadu 1952 (civilní sňatek) se ve francouzském Beaulieu-sur-Mer oženil s arcivévodkyní Annou-Eugénií von Arenberg. Druhý den proběhl církevní sňatek. Ze sňatku vzešlo sedm dětí:
- arcivévodkyně Maria del Pilar (nar. 18. října 1953)
- arcivévoda Karl Philipp (nar. 18. října 1954)
- arcivévodkyně Kinga Barbara (nar. 13. října 1955)
- arcivévoda Raimund Joseph (nar. 28. ledna 1958, úmrtí 24. dubna 2008)
- arcivévodkyně Myriam (nar. 21. listopadu 1959)
- arcivévoda István (nar. 22. září 1961)
- arcivévodkyně Viridis (nar. 22. září 1961) (dvojče Istvána)

## Vývod z předků
|                              |                                        |  |                   |                                          |  |  |  |  |  |  |  | František Karel Habsbursko-Lotrinský |
|                              |                                        |  |                   |                                          |  |  |  |  |  |  |  |                                      |
|                              | Karel Ludvík Habsbursko-Lotrinský      |  |                   |                                          |  |  |  |  |  |  |  |                                      |
|                              |                                        |  |                   |                                          |  |  |  |  |  |  |  |                                      |
|                              |                                        |  |                   | Žofie Frederika Bavorská                 |  |  |  |  |  |  |  |                                      |
|                              |                                        |  |                   |                                          |  |  |  |  |  |  |  |                                      |
|                              | Ota František Josef                    |  |                   |                                          |  |  |  |  |  |  |  |                                      |
|                              |                                        |  |                   |                                          |  |  |  |  |  |  |  |                                      |
|                              |                                        |  |                   | Ferdinand II. Neapolsko-Sicilský         |  |  |  |  |  |  |  |                                      |
|                              |                                        |  |                   |                                          |  |  |  |  |  |  |  |                                      |
|                              | Marie Annunziata Neapolsko-Sicilská    |  |                   |                                          |  |  |  |  |  |  |  |                                      |
|                              |                                        |  |                   |                                          |  |  |  |  |  |  |  |                                      |
|                              |                                        |  |                   | Marie Terezie Izabela Rakouská           |  |  |  |  |  |  |  |                                      |
|                              |                                        |  |                   |                                          |  |  |  |  |  |  |  |                                      |
|                              | Karel I.                               |  |                   |                                          |  |  |  |  |  |  |  |                                      |
|                              |                                        |  |                   |                                          |  |  |  |  |  |  |  |                                      |
|                              |                                        |  |                   | Jan I. Saský                             |  |  |  |  |  |  |  |                                      |
|                              |                                        |  |                   |                                          |  |  |  |  |  |  |  |                                      |
|                              | Jiří I. Saský                          |  |                   |                                          |  |  |  |  |  |  |  |                                      |
|                              |                                        |  |                   |                                          |  |  |  |  |  |  |  |                                      |
|                              |                                        |  |                   | Amálie Augusta Bavorská                  |  |  |  |  |  |  |  |                                      |
|                              |                                        |  |                   |                                          |  |  |  |  |  |  |  |                                      |
|                              | Marie Josefa Saská                     |  |                   |                                          |  |  |  |  |  |  |  |                                      |
|                              |                                        |  |                   |                                          |  |  |  |  |  |  |  |                                      |
|                              |                                        |  |                   | Ferdinand II. Portugalský                |  |  |  |  |  |  |  |                                      |
|                              |                                        |  |                   |                                          |  |  |  |  |  |  |  |                                      |
|                              | Marie Anna Portugalská                 |  |                   |                                          |  |  |  |  |  |  |  |                                      |
|                              |                                        |  |                   |                                          |  |  |  |  |  |  |  |                                      |
|                              |                                        |  |                   | Marie II. Portugalská                    |  |  |  |  |  |  |  |                                      |
|                              |                                        |  |                   |                                          |  |  |  |  |  |  |  |                                      |
| 'Felix Habsbursko-Lotrinský' |                                        |  |                   |                                          |  |  |  |  |  |  |  |                                      |
|                              |                                        |  |                   |                                          |  |  |  |  |  |  |  |                                      |
|                              |                                        |  | Karel II. Parmský |                                          |  |  |  |  |  |  |  |                                      |
|                              |                                        |  |                   |                                          |  |  |  |  |  |  |  |                                      |
|                              | Karel III. Parmský                     |  |                   |                                          |  |  |  |  |  |  |  |                                      |
|                              |                                        |  |                   |                                          |  |  |  |  |  |  |  |                                      |
|                              |                                        |  |                   | Marie Tereza Savojská                    |  |  |  |  |  |  |  |                                      |
|                              |                                        |  |                   |                                          |  |  |  |  |  |  |  |                                      |
|                              | Robert I. Parmský                      |  |                   |                                          |  |  |  |  |  |  |  |                                      |
|                              |                                        |  |                   |                                          |  |  |  |  |  |  |  |                                      |
|                              |                                        |  |                   | Karel Ferdinand Bourbonský               |  |  |  |  |  |  |  |                                      |
|                              |                                        |  |                   |                                          |  |  |  |  |  |  |  |                                      |
|                              | Luisa Marie Terezie z Artois           |  |                   |                                          |  |  |  |  |  |  |  |                                      |
|                              |                                        |  |                   |                                          |  |  |  |  |  |  |  |                                      |
|                              |                                        |  |                   | Marie Karolína Neapolsko-Sicilská        |  |  |  |  |  |  |  |                                      |
|                              |                                        |  |                   |                                          |  |  |  |  |  |  |  |                                      |
|                              | Zita Bourbonsko-Parmská                |  |                   |                                          |  |  |  |  |  |  |  |                                      |
|                              |                                        |  |                   |                                          |  |  |  |  |  |  |  |                                      |
|                              |                                        |  |                   | Jan VI. Portugalský                      |  |  |  |  |  |  |  |                                      |
|                              |                                        |  |                   |                                          |  |  |  |  |  |  |  |                                      |
|                              | Michal I. Portugalský                  |  |                   |                                          |  |  |  |  |  |  |  |                                      |
|                              |                                        |  |                   |                                          |  |  |  |  |  |  |  |                                      |
|                              |                                        |  |                   | Šarlota Španělská                        |  |  |  |  |  |  |  |                                      |
|                              |                                        |  |                   |                                          |  |  |  |  |  |  |  |                                      |
|                              | Marie Antonie Portugalská              |  |                   |                                          |  |  |  |  |  |  |  |                                      |
|                              |                                        |  |                   |                                          |  |  |  |  |  |  |  |                                      |
|                              |                                        |  |                   | Konstantin Löwenstein-Wertheim-Rosenberg |  |  |  |  |  |  |  |                                      |
|                              |                                        |  |                   |                                          |  |  |  |  |  |  |  |                                      |
|                              | Adelaida Löwenstein-Wertheim-Rosenberg |  |                   |                                          |  |  |  |  |  |  |  |                                      |
|                              |                                        |  |                   |                                          |  |  |  |  |  |  |  |                                      |
|                              |                                        |  |                   | Anežka Hohenlohe-Langenburská            |  |  |  |  |  |  |  |                                      |
|                              |                                        |  |                   |                                          |  |  |  |  |  |  |  |                                      |